# Alberto Martín Goñi
Alberto Martín Goñi (* 28. März 1970 in Pamplona) ist ein ehemaliger spanischer Handballspieler.

## Karriere

### Verein
Alberto Martín lief in seiner ersten Spielzeit 1987/88 bei den Erwachsenen für den spanischen Verein Helvetia Anaitasuna auf. Anschließend wechselte der 1,94 m große rechte Rückraumspieler zum Zweitligisten SDC San Antonio, mit dem er 1989/90 in die Liga ASOBAL aufstieg. Im Sommer 1993 unterschrieb er bei CBM Gáldar. An der Seite des Olympiasiegers von 1992, Andrei Paraschtschenko, und des späteren spanischen Nationaltrainers Jordi Ribera erreichte er das Finale im Euro-City-Cup 1994/95, in dem man dem deutschen TV Niederwürzbach mit drei Toren in der Addition unterlag. Mit der Mannschaft von der Kanarischen Insel Gran Canaria schied er im folgenden Jahr im Viertelfinale des Euro-City-Cup 1995/96 aus. Ab 1997 lief er wieder für den Verein Pamplona auf, der vom zahlungskräftigen Zementhersteller Portland gesponsert wurde. In der Saison 1997/98 wurde die Mannschaft direkt Vizemeister und erreichte das Finale in der Copa del Rey. Diesen Wettbewerb gewann man im folgenden Jahr als ersten Titel der Vereinshistorie. In der Saison 1999/2000 wurde San Antonio Zweiter in der Liga ASOBAL, in der Supercopa Asobal und in der Copa ASOBAL, in der EHF Champions Trophy und im Europapokal der Pokalsieger triumphierte man. Den Höhepunkt erlebte Martín in der Saison 2000/01, als er mit der Mannschaft um Superstars wie Jackson Richardson, Michail Jakimowitsch und Mateo Garralda neben der Copa del Rey auch die EHF Champions League 2000/01 gewann, auch wenn er die Finalspiele gegen den FC Barcelona verpasste. 2002 wurde er mit San Antonio erstmals spanischer Meister und Supercupsieger, zudem stand er im Finale der Champions Trophy und der Copa ASOBAL. In der Saison 2002/03 unterlag man in der Champions League trotz eines 27:19-Hinspielsieges noch dem französischen Montpellier Handball um den jungen Nikola Karabatić mit 19:31 im Rückspiel. Dafür gewann Martín ein Jahr darauf den Europapokal der Pokalsieger. 2005 wurde San Antonio zum zweiten Mal spanischer Meister. In der Saison 2005/06, seiner letzten in Pamplona, gewann man zunächst den spanischen Supercup, unterlag am Saisonende aber in der Champions League in den Finalspielen deutlich dem spanischen Spitzenklub BM Ciudad Real. 2006 wechselte Martín zum Aufsteiger CB Ciudad de Logroño, mit dem er in den nächsten beiden Jahren jeweils nur knapp dem Abstieg entging. Im Sommer 2008 beendete er seine Karriere.

### Nationalmannschaft
Mit der spanischen Juniorennationalmannschaft nahm Martín an den Mittelmeerspielen 1991 und der U-21-Weltmeisterschaft 1991  teil. Er bestritt insgesamt 27 Spiele für die Junioren warf darin 41 Tore.
In der spanischen A-Nationalmannschaft debütierte Martín beim 22:23 gegen Italien am 24. Mai 1998 in Rovereto. Nach vier Toren beim 27:19-Sieg im Rückspiel am nächsten Tag gewann der Rückraumspieler wenige Tage später bei der Europameisterschaft 1998 in Italien, bei der er jeweils ein Tor beim 18:18 gegen Kroatien und beim 35:22 gegen Tschechien erzielte, mit Spanien die Silbermedaille. Es blieben seine einzigen Länderspiele.